# Fabrice Desplechin
Pour les articles homonymes, voir Desplechin.
Fabrice Desplechin est un diplomate français né le 31 mars 1963 à Roubaix. Il est le frère jumeau de la scénariste Raphaëlle Desplechin. Il a joué aussi dans plusieurs films de son frère, le cinéaste Arnaud Desplechin, ainsi que dans ceux d'autres réalisateurs.

## Biographie
Après des études de droit, consacrées essentiellement, sous la direction de Michel Alliot, à des recherches sur la formation du système judiciaire égyptien, il entre dans la diplomatie en 1994. Successivement en poste à Tunis, Bucarest et Téhéran, promu conseiller des Affaires étrangères en juillet 2010, il est actuellement Consul général adjoint à Istanbul.
De son union à la monteuse Caroline Emery sont nés trois fils : Joseph, David et Gabriel.

## Filmographie
- 1992 : La Sentinelle d'Arnaud Desplechin
- 1994 : Des feux mal éteints de Serge Moati
- 1995 : Dans la forêt lointaine d'Orso Miret
- 1996 : Comment je me suis disputé... (ma vie sexuelle) d'Arnaud Desplechin
- 1996 : Encore de Pascal Bonitzer
- 2000 : Esther Kahn d'Arnaud Desplechin
- 2007 : L'Aimée d'Arnaud Desplechin
- 2011 : Noces éphémères de Reza Serkanian